# Guldåldern (målning av Cranach)
Guldåldern (tyska: Das Goldene Zeitalter) är två oljemålningar av den tyske renässanskonstnären Lucas Cranach den äldre. Den första målades omkring 1530 och ingår i samlingarna på Alte Pinakothek i München och den andra utfördes efter 1534 och ingår sedan 1899 i Nasjonalmuseet samlingar i Oslo. 
Nasjonalmuseets målning visar sex nakna, unga par som dansar, badar, äter och njuter i en paradisisk trädgård med fruktträd, vinrankor och djur. Slottet i bakgrunden bortom muren är troligen Hartenfels vars ägare var av Huset Wettins ernestinska gren och en av Cranachs beställare. 
Uttrycket guldåldern förekommer hos antika författare som Hesiodos (i Verk och dagar) och Ovidius och avser människosläktets första och lyckligaste tid, då fred och harmoni rådde och människor och djur levde tillsammans i en sorglös idealvärld. Den följdes av bistrare tidsåldrar: silver-, brons- och slutligen järnåldern som var den rådande och olyckligaste. Cranach målade även Silveråldern där stridande primitiva människor män skildras.  

## Bilder

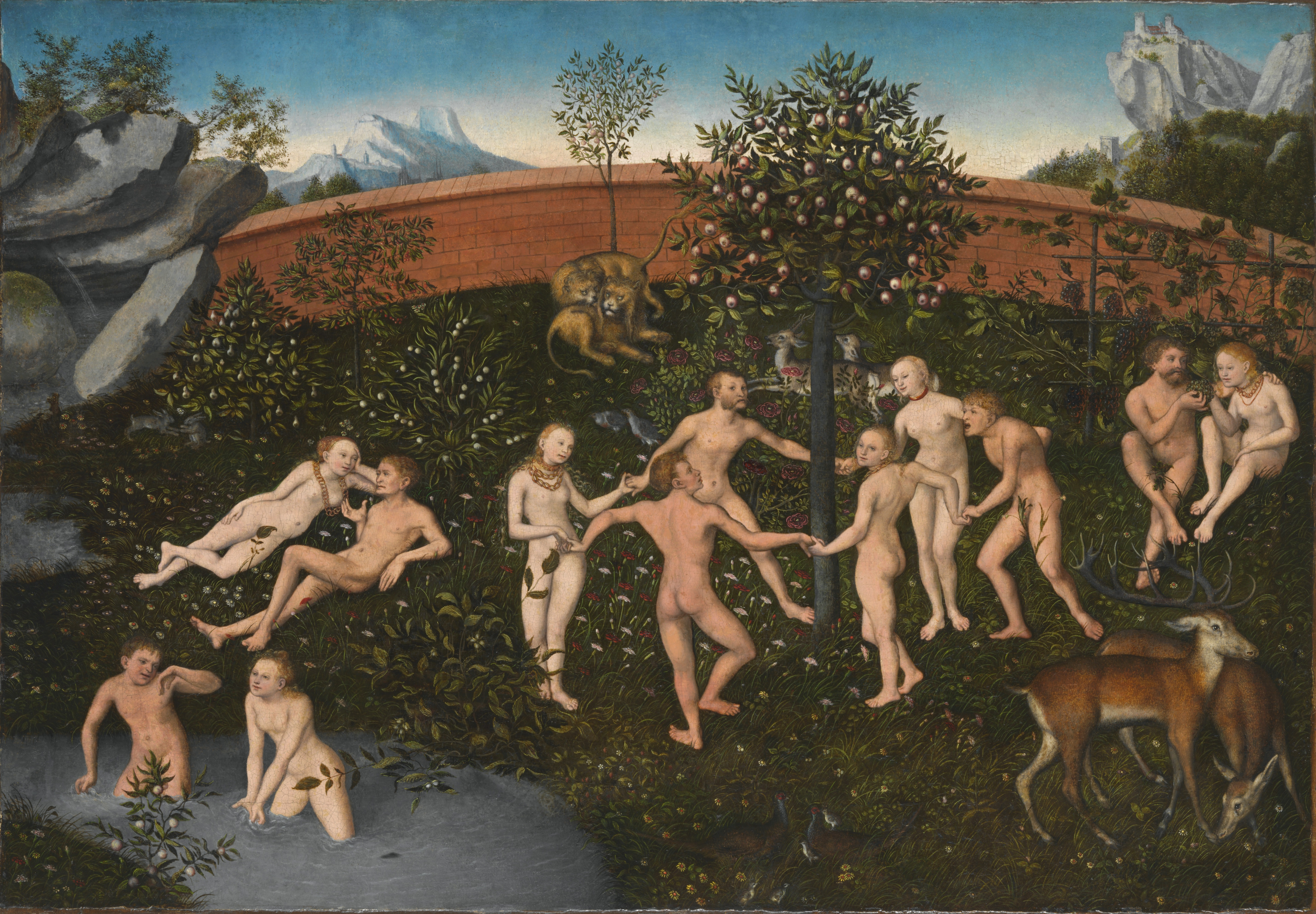
Oljemålningen på Alte Pinakothek utfördes omkring 1530 på träpannå. Storlek 73,5 x 105,3.
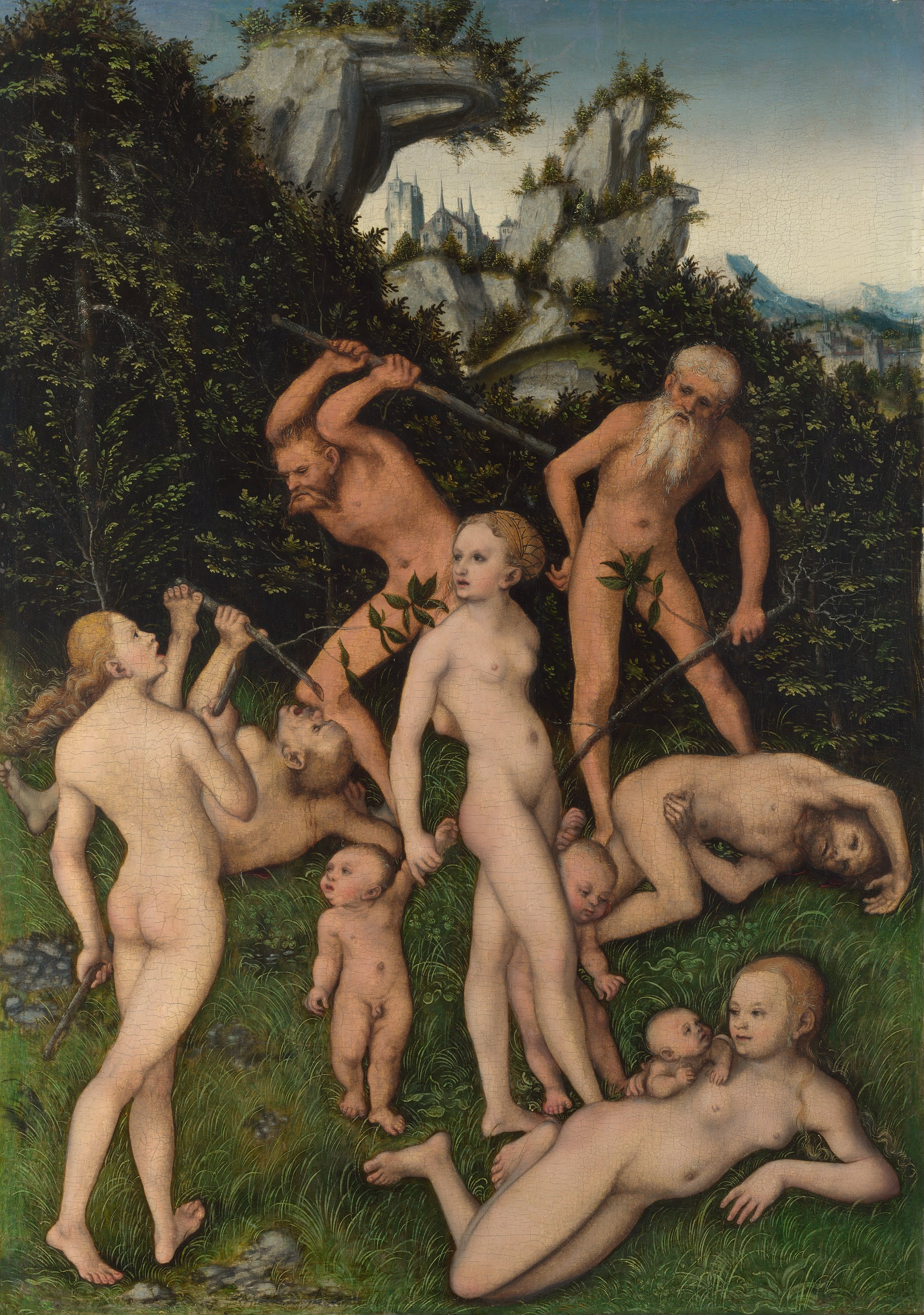
Cranachs Primitiva människor (Primitive People) skildrar Silveråldern. Målad 1527–1530 i olja på ekpannå, storlek 50,2 × 35,7 cm. Förvärvad 1924 av National Gallery i London.
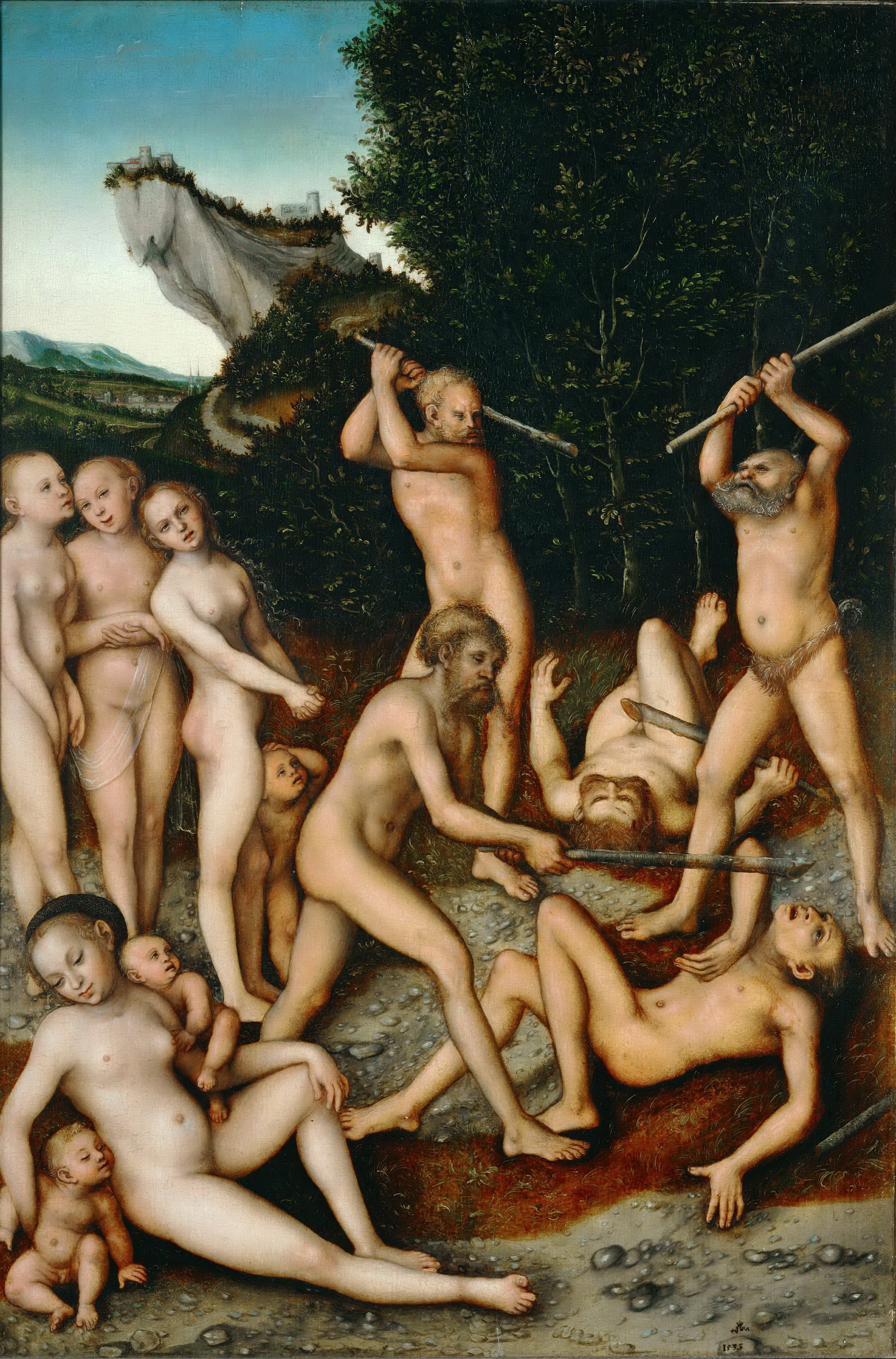
Cranachs Silveråldern (L'âge d'argent). Målad 1535 i olja på bokpannå, storlek 77,5 x 52,5 cm. Förvärvad 1900 av Louvren i Paris.